# كوثر مصطفى
كوثر مصطفى ( -) هي شاعرة غنائية وكاتبة أغاني مصرية.

## حياتها ونشأتها
أحبت الكتابة منذ الطفولة وأخذتها إلى طريق كتابة الشعر والأغاني، وشجعها زوج أختها الذي كان يعمل أستاذ في جامعة السوربون وكان شاعر فصحي اكتشف موهبتها فأصبح يصطحبها معه لندوات غنائية.

## مسيرتها
- أكتشفها المخرج خيري بشارة عندما قرر شراء كل أغاني ديوانها الأول (موسم زرع البنات) للاستعانة بأشعاره في فيلم (طعم الدنيا) عام 1994.[4]
- اختارها المخرج يوسف شاهين بعدما انتهى من كتابة سيناريو فيلم المصير لتكتب نشيد الأمل في الفيلم.
- أمتدت علاقتها بالمغني بمحمد منير منذ تسعينات القرن العشرين وحتى الآن، وكانت أول أغنايها مع منير سنة 1994.كتبت له أكثر من 20 أغنية على مدار مسيرته، ولعل أبرزهم أغنية علي صوتك بالغنا.[5]
- تعاونت مع الفنان محمد منير وكتبت له عدد من الأغاني مثل العلي العلي يابا، سو يا سو، الشتا، يا بنت ياللي، بكار.[4]
- عملت مع فنانين كثر منهم آمال ماهر ومحمد الحلو وسيمون وغيرهم.[6][7]